# فراری کوچولو (فیلم ۱۹۵۳)
فراری کوچولو (به انگلیسی: Little Fugitive) فیلمی ۸۰ دقیقه‌ای به کارگردانی ری اشلی با بازی ریکی آندرسکو است.